# Теория амёб
Теория амёб — раздел комплексного анализа, изучающий геометрию алгебраических множеств. Находит широкое применение в алгебраической и тропической геометрии.

## Определения
Пусть {\displaystyle V} — множество нулей полинома Лорана
{\displaystyle p(z)=\sum _{\alpha \in A}c_{\alpha }z_{1}^{\alpha _{1}}\cdot \ldots \cdot z_{n}^{\alpha _{n}},A\subset \mathbb {Z} ^{n},n\geqslant 1}.
Амёбой {\displaystyle {\mathcal {A}}_{V}} алгебраического множества {\displaystyle V} называется его образ при логарифмическом проектировании
{\displaystyle \mathrm {Log} :(\mathbb {C} \setminus \{0\})^{n}\to \mathbb {R} ^{n}},
определяемом формулой {\displaystyle \mathrm {Log} (z)=(\log |z_{1}|,\ldots ,\log |z_{n}|)}.
Коамёбой {\displaystyle {\mathcal {A}}_{V}^{*}} алгебраического множества {\displaystyle V} называется его образ при отображении
{\displaystyle \mathrm {Arg} :(\mathbb {C} \setminus \{0\})^{n}\to S^{1}\times \ldots \times S^{1}},
определяемом формулой {\displaystyle \mathrm {Arg} (z)=(\arg z_{1},\ldots ,\arg z_{n})}.

## Свойства
Амёба и коамёба двойственные объекты — являются проекциями {\displaystyle 2\pi i}-периодического множества {\displaystyle \mathrm {Ln} V=\{\zeta :p(e^{\zeta _{1}},\ldots ,e^{\zeta _{n}})=0\}} на вещественное и мнимое подпространство. Теория амёб позволяет наглядно изучать геометрию гиперповерхностей и кривых, расположенных в 4-х и 6-и мерном пространстве ({\displaystyle \mathbb {C} ^{2}}, {\displaystyle \mathbb {C} ^{3}}), что явилось причиной бурного развития теории в начале XXI века.
Компоненты дополнения {\displaystyle \mathbb {R} ^{n}\setminus {\mathcal {A}}_{V}} всегда выпуклы.